# Law & Order (seizoen 19)
Dit artikel vat het negentiende seizoen van Law & Order samen.

## Hoofdrollen
- Jeremy Sisto - hoofdrechercheur Cyrus Lupo
- Anthony Anderson - rechercheur Kevin Bernard
- S. Epatha Merkerson - inspecteur Anita Van Buren
- Linus Roache - eerste hulpofficier van justitie Michael Cutter
- Alana de la Garza - hulpofficier van justitie Connie Rubirosa
- Sam Waterston - officier van justitie Jack McCoy

## Terugkerende rollen
- Joe Forbrich - rechercheur Joe Cormack
- Leslie Hendrix - dr. Elizabeth Rodgers

## Afleveringen
| Aflevering | Titel                     | Regisseur          | Schrijver                          | Uitzenddatum     | Selectie gastrollen |
| --- | ------------------------- | ------------------ | ---------------------------------- | ---------------- | --- |
| 1. | Rumble                    | Constantine Makris | Richard Sweren Christopher Ambrose | 5 november 2008  | Pablo Schreiber - Sean Hauser Josh Hamilton - advocaat Reardon Dana Shiraki - Donna Margot White - Claudia Hodges Christopher McCann - rechter Colin Gerard Todd Susman - rechter William Chase                                         |
| Wanneer een effectenmakelaar wordt doodgeslagen in een gevecht gaan Bernard en Lupo op onderzoek uit. Zij komen uit bij illegale straatgevechten en brengen de medevechters voor de rechter. McCoy wil nu de terrorismewet tegen hen gebruiken. Cutter is het hier absoluut niet mee eens, hetgeen deze twee lijnrecht tegenover elkaar zet. |                           |                    |                                    |                  | |
| 2. | Challenged                | Fred Berner        | René Balcer Ed Zuckerman           | 12 november 2008 | Harris Yulin - Stanley Devon Armand Schultz - Ted Devon Alex Draper - Matt Devon Rutanya Alda - Ruth Devon Carlos Leon - Diego Cardenas Michael Rispoli - Pete Haynes                                                                   |
| Wanneer in het park een man doodgeslagen wordt gevonden, gaan Bernard en Lupo op onderzoek uit. Zij vinden een getuige. Het is een geestelijk gehandicapte man die de moord heeft gezien. De moord is misschien gepleegd door een familielid van de getuige en deze familie draagt nog een schokkend geheim met zich mee. |                           |                    |                                    |                  | |
| 3. | Lost Boys                 | Chris Zalla        | Richard Sweren Gina Gionfriddo     | 19 november 2008 | Jena Malone - Michelle Landon Colm Meaney - Wyatt Landon Brady Corbet - Patrick Friendly Jon Patrick Walker - mr. Godwin Del Pentecost - Jerald McAlister Tolan Aman - Luke Friendly                                                    |
| Wanneer een zeventienjarige jongen dood wordt gevonden, gaan Bernard en Lupo op onderzoek uit. Hun onderzoek leidt hen naar fundamentalistische mormonen, hun leider die polygamie bedrijft, en een vrouw die wil ontsnappen aan de leider. |                           |                    |                                    |                  | |
| 4. | Falling                   | Michael Watkins    | Stephanie Sengupta Keith Eisner    | 26 november 2008 | Michael Kelly - Gary Talbot Geraldine Hughes - Sandra Talbot Ruby Jerins - Lacy Talbot Geoffrey Nauffts - mr. Goodwin Frank Converse - Wayne Hardy Peter McRobbie - rechter Walter Bradley                                              |
| Wanneer op een bouwterrein een bouwkraan omvalt, waarbij een dode valt, gaan Bernard en Lupo op onderzoek uit. Zij vermoeden sabotage en ontdekken dat de vrouw van het slachtoffer al een tijd in coma ligt, en dat een collega van het slachtoffer hier iets mee te maken heeft. Tevens ontdekken zij een betwiste procedure om het groeien van een jonggehandicapt meisje te laten stoppen. |                           |                    |                                    |                  | |
| 5. | Knock Off                 | Constantine Makris | Jonathan Rintels                   | 3 december 2008  | Clancy Brown - sheriff John Burkhart JD Cullum - Bob Rob Campbell - Silber Tom Everett Scott - gouverneur Donald Shalvoy Katee Sackhoff - Dianne Cary James Murtaugh - rechter Samuel Sorotsky                                          |
| Wanneer een toerist wordt vermoord in Chinatown gaan Bernard en Lupo op onderzoek uit. Deze zaak lijkt hen een appeltje eitje maar dan ontdekken de rechercheurs een mogelijke dekmantel voor een zaak die leidt naar het kantoor van de gouverneur. Ondertussen dreigt de gouverneur met een nominatie voor een nieuwe officier van justitie. Dit is slecht nieuws voor McCoy. |                           |                    |                                    |                  | |
| 6. | Sweetie                   | Mario Van Peebles  | Ed Zuckerman Luke Schelhaas        | 10 december 2008 | Heather Matarazzo - Janice Dunlap Christopher Evan Welch - David Haig Billy Magnussen - Cody Larson Vivica A. Fox - Kate Tenny Stephen Henderson - rechter Marc Kramer                                                                  |
| Wanneer een bekende auteur van biografieën dood wordt gevonden, gaan Bernard en Lupo op onderzoek uit. De auteur had een boek geschreven over zijn vroegere leven als mannelijk prostituee. Verder onderzoek wijst uit dat het boek niet over hem ging maar over een ander persoon. |                           |                    |                                    |                  | |
| 7. | Zero                      | Marisol Torres     | Ed Zuckerman Luke Schelhaas        | 17 december 2008 | Derek Cecil - Joe Hartwig Deanna Dunagan - Estelle Adams Ian Kahn - Chris Mason Sherry Stringfield - Carly Geoffrey Cantor - Jim Dooley Ned Beatty - rechter Malcolm Reynolds                                                           |
| Wanneer het lichaam van een vrouw wordt gevonden, gaan Bernard en Lupo op onderzoek uit. Ze worstelen nu door haar leven vol tegenstrijdigheden en haar banden met de dood van een politieagent in New Jersey. Eenmaal in de rechtbank heeft Cutter moeite met de rechter. Hij staat onder invloed van zijn griffier die ook een oogje op Cutter heeft. Cutter moet nu uitzoeken wat er precies aan de hand is met de rechter.                                                                                       |                           |                    |                                    |                  | |
| 8. | Chattel                   | Jim McKay          | William N. Fordes Matthew McGough  | 7 januari 2009   | Jessica Hecht - Miriam Johnson Shana Dowdeswell - Karen Johnson Thuliso Dingwall - Patrick Johnson Tom Gilroy - Eric Johnson Kellie Overbey - Trish Klassen Ken Marks - Brian Klassen                                                   |
| Wanneer een echtpaar van echtscheidingsadvocaten in hun slaap worden vermoord, gaan Bernard en Lupo op onderzoek uit. Zij ontdekken dat de moord een dekmantel is voor het misbruik van geadopteerde kinderen uit Haïti. Zo komen zij bij een echtpaar die hiermee een bloeiende handel hebben opgebouwd. |                           |                    |                                    |                  | |
| 9. | By Perjury                | Darnell Martin     | Richard Sweren Christopher Ambrose | 14 januari 2009  | Ned Eisenberg - James Granick Adam LeFevre - Peter Belanger Dallas Roberts - Marty Winston Derek Lucci - Neil Tyler Amy Hohn - Laura Dixon Mercedes Ruehl - rechter Clara Lloyd                                                         |
| Een eiser in een proces tegen een luchtvaartmaatschappij wordt vermoord en Bernard en Lupo gaan op onderzoek uit. De moord kan gepleegd zijn door een advocaat die in verband gebracht kan worden met eerdere moorden. Cutter wacht nu de zware taak om hem te laten berechten. De advocaat weet hoe hij de wet kan manipuleren. In de zaak maakt Lupo een misstap wat de zaak kan schaden en het leven van Cutter op het spel zet.                                                                                  |                           |                    |                                    |                  | |
| 10. | Pledge                    | Alex Chapple       | Richard Sweren Gina Gionfriddo     | 21 januari 2009  | Matt Malloy - Ned Lasky Julia Gibson - Nora Lasky Erin Dilly - Joyce Foley Stephen Kunken - Harold Foley Jefferson Mays - advocaat Olson Lara Harris - Susan Grayson                                                                    |
| Wanneer de zoon van Harold en Joyce Foley, beide biologen op een universiteit, samen met hun werkster worden vermoord, gaan Bernard en Lupo op onderzoek uit. Zij komen uit bij de hoofdverdachte, een onderzoeksjournalist die geobsedeerd is door particuliere universiteitsverenigingen de ouders van het slachtoffer. |                           |                    |                                    |                  | |
| 11. | Lucky Stiff               | Marc Levin         | Ed Zuckerman Matthew McGough       | 28 januari 2009  | Robert Iler - Chad Klein Adam Grupper - Stan Klein Bruce Altman - Brad Feldman Michael Aronov - Alex Arshavin Matthew Arkin - advocaat van Chad Klein Otto Sanchez - werknemer van Westside Express Chuck Cooper - rechter Lester Poole |
| Een oplichter wordt veroordeeld voor de dood van een van zijn "partners". Als hij en zijn vrouw worden vermoord na zijn veroordeling ontdekken Bernard en Lupo nieuwe motieven en verdachten voor de moord op de "partner". |                           |                    |                                    |                  | |
| 12. | Illegitimate              | Josh Marston       | Stephanie Sengupta Keith Eisner    | 4 februari 2009  | Christopher McDonald - John Jay McIntyre Rue McClanahan - Lois McIntyre Peter Friedman - Nolan Farber Bill Buell - advocaat Lundy Tom Kemp - Donner Kathleen Chalfant - rechter Lisa Cutler                                             |
| Wanneer een politieagent met financiële problemen mensen in gijzeling neemt en doodgeschoten wordt door zijn collega's nemen Bernard en Lupo het onderzoek over. Zij vinden huissleutels op het slachtoffer van een appartement die niet van hem is. Ze gaan in het appartement kijken en vinden daar een lichaam en waardevolle gestolen documenten. Deze documenten zijn gestolen van een man die deze hard nodig heeft om te bewijzen dat hij familie is van de voormalige president van Amerika John F. Kennedy. |                           |                    |                                    |                  | |
| 13. | Crimebusters              | Alex Chapple       | Richard Sweren Gina Gionfriddo     | 11 februari 2009 | Mackenzie Mauzy - Carly Di Gravia Scott Sowers - Hank Di Gravia Christian Camargo - advocaat Wilson Lisa Emery - advocate Weller Brian J. Smith - Derek Sherman                                                                         |
| Wanneer een bom ontploft op een legerrekruteringscentrum wordt er een bewusteloze vrouw gevonden met haar dode baby. Bernard en Lupo gaan op onderzoek uit. Het onderzoek wordt gecompliceerd als een groep vrijwilligers zich ermee gaat bemoeien en twee verdachten, inclusief de moeder van de baby, hebben allebei goede motieven voor de bomexplosie. |                           |                    |                                    |                  | |
| 14. | Rapture                   | Fred Berner        | Ed Zuckerman Luke Schelhaas        | 18 februari 2009 | John Sharian - George Darvey Donnie Keshawarz - mr. Nozari Tom Galantich - Joe Chappell Joe Chappell - mrs. Barsett Eisa Davis - advocate Danvers                                                                                       |
| Wanneer de maker van een religieuze website wordt vermoord, gaan Bernard en Lupo op onderzoek uit. Het onderzoek leidt hen naar een corrupte liefdadigheidsinstelling die steelt van hun klanten. Op het moment dat zij de verdachte willen arresteren vlucht deze naar de ambassade van Iran en claimt dat hij slachtoffer is van een samenzwering van het zionisme. |                           |                    |                                    |                  | |
| 15. | Bailout                   | Jean de Segonzac   | Richard Sweren Christopher Ambrose | 11 maart 2009    | John Ventimiglia - advocaat Dibbens Michael Gaston - Pete Gardner E.J. Bonilla - Carlos Kevin Corrigan - Ronny Aldridge Kale Browne - Dale Thornhill                                                                                    |
| Wanneer de maîtresse van een bankdirecteur wordt vermoord, gaan Bernard en Lupo op onderzoek uit. Zij komen uit bij de manager van een failliet jeugdcentrum die zijn problemen wijt aan de directeur, omdat deze faalde met een belangrijke donatie aan het jeugdcentrum. |                           |                    |                                    |                  | |
| 16. | Take-Out                  | Jim McKay          | William N. Fordes Keith Eisner     | 18 maart 2009    | Keith Carradine - Martin Garvik Michael Esper - David Sutton Matt Servitto - Horvath J. Smith-Cameron - advocaat Ward Stephen Singer - Nathan Vick                                                                                      |
| Wanneer een auteur wordt vermoord, gaan Bernard en Lupo op onderzoek uit. Zij ontdekken dat de auteur bezig was met een onderzoek bezig naar een spionagezaak waarin een man een levenslange gevangenisstraf uitzit voor het spioneren voor de Chinese overheid. |                           |                    |                                    |                  | |
| 17. | Anchors Away              | Alex Chapple       | Ed Zuckerman Matthew McGough       | 25 maart 2009    | Edward Herrmann - Frederic Matson Maggie Lacey - mrs. Matson Jill Eikenberry - Irene Matson David Rasche - Joe Delaney Jennifer Mudge - Sue Martin Felix Solis - Livan Santana                                                          |
| Wanneer een televisiejournalist wordt vermoord, gaan Bernard en Lupo op onderzoek uit. Zij ontdekken dat de journalist met een onderzoek bezig was in een zaak met beschuldigingen tegen een investeringsadviseur die met fraude bezig was. Tevens was de journalist verwikkeld in een driehoeksverhouding met een collega. Nu moeten zij samen met McCoy beslissen wie als verdachte aangemerkt kan worden. |                           |                    |                                    |                  | |
| 18. | Promote This!             | Michael Watkins    | Richard Sweren Christopher Ambrose | 29 april 2009    | Rosa Arredondo - Juanita Stratton Tom Galantich - Joe Chappell Jason Jones - Len Pewls Josh Pais - advocaat Mosely Kelly Coffield Park - Helen Weiss Mary Beth Hurt - rechter Gillian Berrow                                            |
| Wanneer een illegale immigrant van hispanicse afkomst zwaar wordt mishandeld, gaan Bernard en Lupo op onderzoek uit. Deze zaak wordt in verband gebracht met andere mishandelingszaken en ze komen uit bij een groep tieners die hier waarschijnlijk verantwoordelijk voor zijn. In de rechtbank blijkt dat deze zaak toch gevoelig ligt bij de openbaar aanklagers wat voor verdeeldheid zorgt. |                           |                    |                                    |                  | |
| 19. | All New                   | Roger Young        | William N. Fordes Keith Eisner     | 6 mei 2009       | Eric Michael Cole - Brad Toshack Gregg Edelman - advocaat van Brad Toshack Tom Galantich - Joe Chappell Bernie McInerney - Lou Ballard Thomas G. Waites - Bill Spence Kathleen Garrett - rechter Susan Moretti                          |
| Wanneer brandweerman Thomas Cooper en zijn vrouw Linda in hun huis worden mishandeld en vermoord, gaan Bernard en Lupo op onderzoek uit. Eerst gaan zij ervan uit dat deze moorden in verband staan met een onopgeloste drugszaak, maar dan leren zij de brandweerman Nick Spence kennen. Spence was net nieuw op de brandweerkazerne van Cooper, waar hij geregeld werd getreiterd. Het onderzoek krijgt een terugslag wanneer Spence onder verdachte omstandigheden komt te overlijden bij een brand.              |                           |                    |                                    |                  | |
| 20. | Exchange                  | Ernest Dickerson   | Stephanie Sengupta                 | 13 mei 2009      | David Lansbury - Dennis Teal Gretchen Hall - Wendy Teal Elizabeth Marvel - advocate Grubman David Fonteno - rechter Derek Hafner Olga Merediz - rechter Allard Harper                                                                   |
| Wanneer twee Britse wetenschappers die verloofd waren, omkomen bij een brand, waarbij hun geestelijk gehandicapte buurman gewond raakte bij het proberen het stel te redden, gaan Bernard en Lupo op onderzoek uit. Zij ontdekken dat het stel neergestoken was voor de brand en dit leidt hen naar een gestoorde en extreem jaloerse vrouw. Als Cutter haar voor de rechter daagt begint hij te geloven dat een broer van haar het hele gebeuren heeft geregisseerd voor persoonlijk gewin.                         |                           |                    |                                    |                  | |
| 21. | Skate or Die              | Norberto Barba     | Ed Zuckerman Luke Schelhaas        | 20 mei 2009      | Carolyn McCormick - dr. Elizabeth Olivet Brian Gant - Jonah Applebaum Kelly Hutchinson - Jen Nelson Will Janowitz - Cal Jamie Harrold - Grant Carpenter Joseph Parks - Bob Carpenter Lee Wilkof - rechter Jack Margel                   |
| Wanneer meerdere daklozen worden vermoord, gaan Bernard en Lupo ervan uit dat er een seriemoordenaar actief is. Zij gaan op onderzoek uit en ontdekken dat er waarschijnlijk na-apers bezig zijn, maar om de moordenaars te arresteren hebben zij een getuigenverklaring nodig van een skater met een bipolaire stoornis die lijdt aan een psychotische aanval. |                           |                    |                                    |                  | |
| 22. | The Drowned and the Saved | Fred Berner        | Richard Sweren Gina Gionfriddo     | 3 juni 2009      | Francie Swift - Caroline Reeves Luke Kirby - Bobby Amato Kevin O'Rourke - advocaat van Bobby Amato Alison Elliott - Rita Shalvoy Tom Everett Scott - gouverneur Donald Shalvoy                                                          |
| Wanneer een prominente directeur van een liefdadigheidsinstelling wordt vermoord, gaan Bernard en Lupo op onderzoek uit. Zij ontdekken dat de directeur gechanteerd en gestalkt werd voor zijn dood en de politie hierover had ingelicht. Deze zaak leidde de politie naar Rita Shalvoy, de vrouw van gouverneur Donald Shalvoy. McCoy moet weer beslissen of hij bereid is om de vrouw van zijn oude vriend te vervolgen voor moord.                                                                                |                           |                    |                                    |                  | |